# Knud Balle
Knud Balle (* 28. Juli 1877 in Nuuk; † 23. Juli 1928 ebenda) war ein grönländisch-dänischer Pastor und Propst.

## Leben

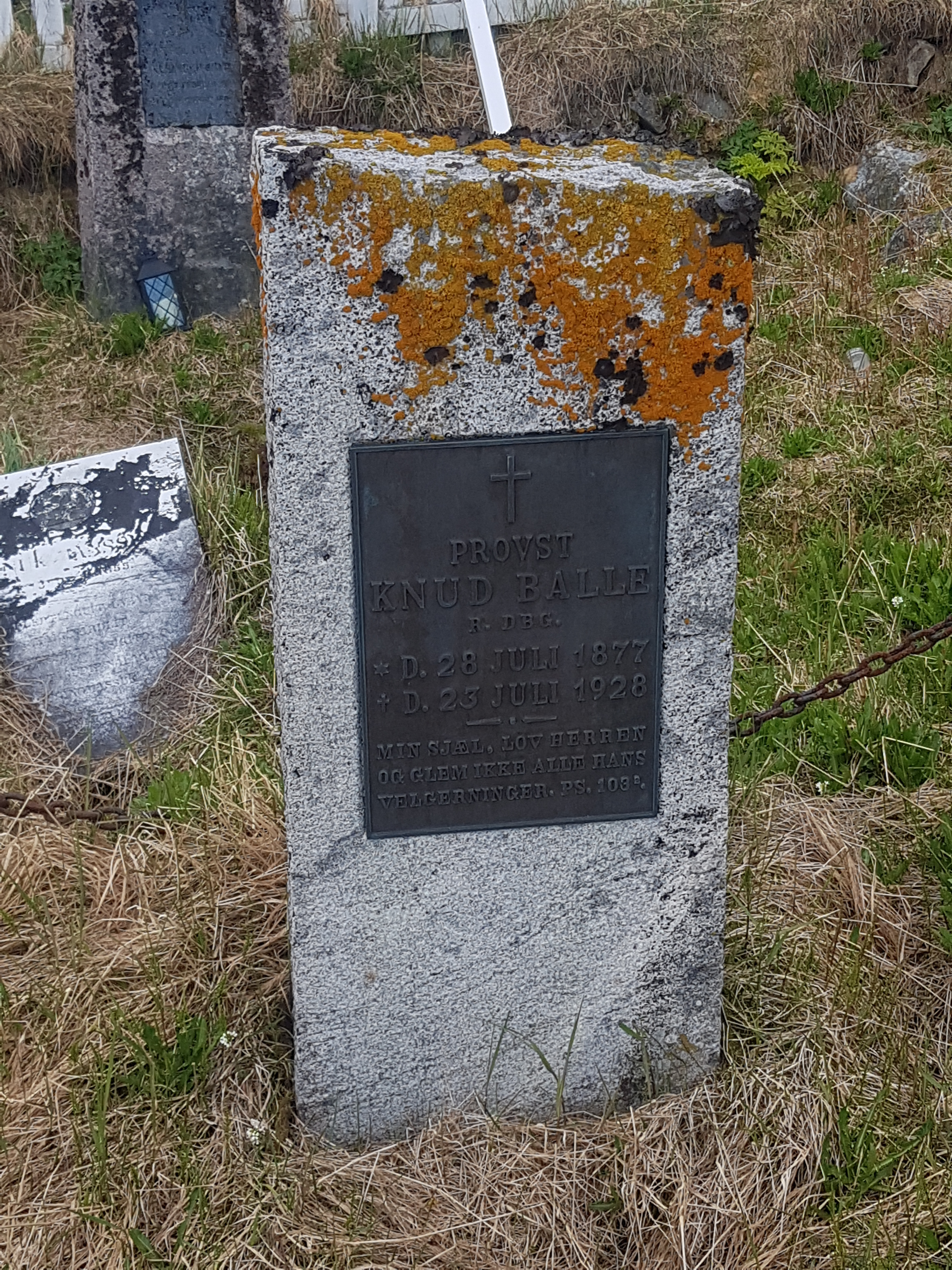
Knud Balles Grab auf dem alten Friedhof in Nuuk (2022)

Knud Balle war der Sohn des dänischen Missionars Nikolaj Edinger Balle (1839–1900) und seiner grönländischen Ehefrau Kathrine Justine Fleischer (1849–1918). Sein Urgroßvater war der Kolonialverwalter Hans Mossin Fleischer (1789–1870). Sein älterer Bruder war Frederik Balle (1871–1939).
Knud Balle studierte von 1897 bis 1904 Theologie. Am 17. Mai 1905 heiratete Knud Balle in Viborg Esther Helweg-Larsen (1881–1906), Tochter des Propsts Vilhelm Ludvig Larsen (1850–1927) und seiner Frau Thyra Lorentzen (1852–1906). Zwei Wochen später, am 31. Mai 1905 wurde er ordiniert und zum Helfer in Upernavik ernannt, bevor er 1908 Tobias Mørch als Pastor ablöste. 1910 wurde er nach Nuuk versetzt und zwei Jahre später zum grönländischen Propst ernannt, als welcher er sich in Aasiaat niederließ. Nachdem seine erste Frau ein Jahr nach der Hochzeit gestorben war, heiratete er am 27. März 1912 in zweiter Ehe in Christiansted, das damals ebenfalls eine dänische Kolonie war, Anna Budtz Jørgensen (1878–1948), Tochter des Fabrikanten Otto Budtz Jørgensen (1839–1913) und seiner Frau Karen Marie Christiane Mikkelsen (1840–1907). Aus der zweiten Ehe ging unter anderem der Sohn Holger Balle (1917–2010) hervor. Als man erwog die grönländische Propstei zweizuteilen, trat Knud Balle 1918 aus Protest zurück. Von 1920 bis 1921 gehörte er der Grønlandskommission an. 1926/27 übernahm er, als der Plan nicht realisiert worden war, das Amt erneut, starb aber nur zwei Jahre später wenige Tage vor seinem 51. Geburtstag.
Knud Balle schrieb viele Zeitungs- und Zeitschriftenartikel auf Dänisch und Grönländisch und trat zudem auch als Übersetzer auf. So übersetzte er beispielsweise The Pilgrim’s Progress von John Bunyan ins Grönländische. 1921 wurde er zum Ritter des Dannebrogordens ernannt.